# Pseudosthenarus
Pseudosthenarus is een geslacht van wantsen uit de familie van de Miridae (Blindwantsen). Het geslacht werd voor het eerst wetenschappelijk beschreven door Bertil Robert Poppius in 1914.

## Soorten
Het genus bevat de volgende soorten:

- Pseudosthenarus albipes Schuh & Salas, 2011
- Pseudosthenarus alboantennatus Schuh & Salas, 2011
- Pseudosthenarus albocuneatus Schuh & Salas, 2011
- Pseudosthenarus anapophysis Schuh & Salas, 2011
- Pseudosthenarus aquilonius Schuh & Salas, 2011
- Pseudosthenarus ater Poppius, 1914
- Pseudosthenarus brendae Schuh & Salas, 2011
- Pseudosthenarus grossus Schuh, 1974
- Pseudosthenarus meridionalis Schuh & Salas, 2011
- Pseudosthenarus namaquaensis Schuh, 1974
- Pseudosthenarus rozeni Schuh, 1974